# Гончары (Киев)
Гончары (укр. Гончарі) - историческое урочище в центре Старого и Современного Киева на Подоле, возле Андреевского спуска.

## История
Урочище и ремесленные поселения в этих краях упоминаются со времен Старой, Святой Руси, документальное подтверждение встречается со времён Литвы, Короны, Речи Посполитой и Казацкой Украины. Также в Киевской губернии зафиксировано множество людей с фамилиями Гончар и Гончаренко,
вполне вероятно имеющим отношение к Киеву и данному урочищу, ремесленному сообществу тут существовавшему.